# Karren Brady
Karren Rita Brady, baronesa Brady (Londres, 4 de abril de 1969) es una ejecutiva deportiva, política, personalidad televisiva, columnista, autora y novelista británica.  

## Biografía
Brady creció en Edmonton, Londres, y su casa familiar estaba cerca de Tottenham Hotspur Football Club. Su padre irlandés, Terry Brady, hizo su fortuna dentro del mundo de la impresión y el desarrollo de propiedades. Su madre, Rita, italiana, y tiene un hermano más mayor que se llama Darren. Fue a la escuela de Salcombe, en Southgate, hasta los 11 años. Después a una escuela interna en Ware, Hertfordshire, y  a Aldenham en Elstree, una escuela de chicos que aceptaba chicas en el sixth form donde obtuvo 4 A-levels.
Es ex directora ejecutiva de Birmingham F.C y presidenta del West Ham United F.C. Además de presentadora en la BBC One en El Aprendiz como ayudante de Alan Sugar. También fue embajadora de pequeñas empresas del Gobierno de Reino Unido mientras David Cameron fue primer ministro. En 2002, Brady con el Birmingham City se convirtió en la primera mujer dentro del fútbol inglés en un equipo que promocionó a la Prime League. Durante la incertidumbre de la compañía en 1997 contribuyó como la directora gestora más joven del Reino Unido. En enero de 2010 fue nombrada vicepresidenta de West Ham United sucediendo a Sullivan y consiguiendo el oro para el club.
Brady es escritora regular para la revista Women & Home magazine y The Sun. Ha publicado cuatro libros: dos novelas, y un último libro titulado Strong Woman publicado en marzo de 2012 considerado inspirador para mujeres en negocios, y dentro de la lista de Sunday Times Bestseller. El 22 de septiembre de 2014 fue elegida para participar en Cámara de los Lores como conservadora y par vitalicia tomando el título de Baronesa Brady.
El 17 de julio de 2017, fue nombrada por Sir Philip Green como presidenta de Taveta, dueños del Grupo Arcadia.

## Carrera

### Primeros trabajos y Birmingham City
Brady empezó haciendo prácticas en la agencia publicitaria Saatchi & Saatchi después de haber sido rechazada en un curso de periodismo en la Universidad de Harlow. Un año más tarde, se unió a la Compañía de radiodifusión de Londres (LBC) como  ejecutiva de cuentas publicitarias con uno de los clientes más grandes de su padre, el editor David Sullivan, dueño del Deporte Diario y el Deporte de domingo. Sullivan gastó más de £2,000,000 en publicidad en seis meses. Sullivan le ofreció un trabajo con Diarios de Deporte, y se convirtió en una de sus directoras en la edad de 20 años.
Como empleada de  Brady hizo publicidad en  el Financial Times para la venta de Birmingham City F.C. cuando el club estaba en bancarrota.  Brady con 23 empezó a trabajar como directora gestora del Birmingham Ciudad F.C. 
En 1993. consciente del sexismo dentro del futbol cuando la primera vez que se subió al autobús del equipo un jugador le dijo que si podía verla las tetas al que vendió poco después al Crewe. En 2008, Sullivan y Brady fueron arrestados por la policía de Londres  entrevistados y liberados con fianza por la investigación de las alegaciones de corrupción en fútbol inglés del 2006.. En agosto de 2009 se terminó la investigación exculpándoles. Dejó el Birmingham City dos meses más tarde después de que vendiera el club a Carson Yeung por £81.5 millones. El mismo mes fue nombrada directora no ejecutiva de la candidatura de Inglaterra para la Copa del Mundial de Fútbol de 2018.

### El club West Ham United
En enero de 2010, fue nombrada vicepresidenta del West Ham United.  fue responsable de negociar el cambio de estadio de fútbol del  de su anterior campo el Boleyn Ground al Estadio Olímpico en Stratford, al este de Londres. Inicialmente la intención era que el West Ham tomará la propiedad del estadio pero una puja colapsó en octubre de 2011 por una oferta rival del Tottenham Hotspur. Posteriormente, investigadores que trabajaban en nombre del Tottenham fueron acusados de fraude por obtener ilegalmente los registros telefónicos privados de Brady. El 23 de marzo de 2013 el West Ham United fue nombrado concesionario del Estadio Olímpico aunque en julio Brady mostró evidencias de que el club tenía deudas de 70 millones de libras que tendrían que pagarse antes del cambio al Estadio Olímpico en 2016. Posteriormente rebautizado como Estadio de Londres, el  West Ham United aumentó su capacidad de 35,000 a 57,000 asientos que se agotaron por completo antes del inicio de la campaña 2016-17 lo que dio al club la tercera mayor asistencia a la Premier League.
Tras el traslado al Estadio Olímpico, algunos partidarios que querían quedarse en Upton Park atacaron a Brady y otros miembros de la junta del club, durante los disturbios en la derrota del West Ham por 2-4 ante Watford el 10 de septiembre de 2016. En octubre de 2016, Brady recibió más críticas después de sugerir que el traslado del West Ham al estadio de Londres era una oportunidad para cambiar el nombre del club. Más tarde, Brady aclaró sus comentarios, realizados en la Leaders Sport Business Summit, y pasó a describir el traslado del West Ham al nuevo estadio como parte de una ambiciosa estrategia para llevar al Club a la cima del deporte más popular del mundo.

### Otra participación empresarial
Brady ha sido presidenta del Kerrang! y tenía un asiento en la junta directiva del Deporte de Inglaterra. Como directora no ejecutiva de la cadena televisiva de Channel 4 dimitió para tomar una posición en Syco que es una compañía de Simon Cowell y Sony.
En septiembre de 2010, se unió a la junta de Taveta Investments Ltd.  con Sir Philip Green, renunciando a un puesto no ejecutivo en Mothercare, donde había estado durante siete años. Es Embajadora de Barclays Life Skills, cuyo objetivo es ofrecer a los jóvenes experiencia laboral. También es patrocinadora de los premios Life After Stroke y embajadora del bienestar de las mujeres.
Es embajadora del programa de habilidades de la Vida en Barclay, que  ofrece a personas jóvenes experiencias laborales.

### Defensora de las mujeres en los negocios
Brady ha sido reconocida durante mucho tiempo por abanderar la causa de mujeres en los negocios Ha pedido repetidamente a sus compañeras profesionales que ayuden a quienes intentan abrirse camino en el mundo empresarial. Ella explicó en esta columna de The Guardian: 
“Cualquier ejecutivo de la junta puede olvidar cuántas personas los ayudaron a llegar a donde están. Aquellas mujeres que han llegado a la cima deben asegurarse activamente de que haya un flujo de mujeres más jóvenes, ya sea mediante redes o tutorías, que a su vez están alentando a las que están por debajo de ellas. Las mujeres en la sala de juntas no deben olvidar cuántos desafíos y dificultades hemos superado, y debemos compartir nuestras estrategias de afrontamiento. “Es fundamental crear oportunidades para identificar mujeres talentosas en los negocios y luego apoyarlas para que desarrollen su confianza para aspirar a la sala de juntas. Necesitamos mirar más allá de la corriente corporativa, en las emprendedoras y empresarias autónomas, que pueden inyectar diferentes conocimientos y diversidad a cualquier junta ”.
De manera similar, Brady le dijo a The Independent:
" Si no tienes una mujer en su directorio debe escribir a sus accionistas y explicar por qué. Díganos cuántas mujeres ha entrevistado y qué habilidades les han faltado, porque eso nos dará alguna base para enseñar a la nueva generación de mujeres en los negocios ".
Brady fue nombrada Comandante de la Orden del Imperio Británico (CBE) en los honores de Año Nuevo de 2014 por sus servicios al espíritu empresarial y las mujeres en los negocios.

### El Aprendiz
Artículo principal: The Apprentice
En marzo de 2007, Brady apareció como concursante famosa en Comic Relief Does The Apprentice y fue líder del equipo de chicas, recaudando más de £ 750,000 para Comic Relief. En junio de 2008, Brady fue entrevistador invitado en la cuarta temporada de The Apprentice, entrevistando a los cinco finalistas. Después del programa, se reveló que Brady había cumplido una promesa que le hizo a Lord Alan Sugar en la pantalla y le ofreció un trabajo a Claire Young, quien terminó como subcampeona en la serie, luego de quedar impresionada por su entrevista. En 2009, volvió a entrevistar a candidatos en The Apprentice Season 5, como se ve en BBC 1. [51] El 30 de agosto de 2009, fue revelada como la nueva asistente de Sugar en la sexta temporada de The Apprentice, [52] reemplazando a Margaret Mountford, quien había dejado la serie (y que regresó en las series 6, 7, 8 y 9 como entrevistadora invitada, el mismo papel que Brady había cumplido en su primera aparición en la serie principal de aprendices del Reino Unido).

### Carrera política
Brady se interesó en comenzar una carrera en política durante una entrevista con The Daily Telegraph en 2013. En septiembre dio el discurso introductorio para el Canciller de la Hacienda del Reino Unido, George Osborne, en la Conferencia del Partido Conservador. Brady tendría que traer más mujeres a políticas a la vez que resolver los problemas financieros del Reino Unido. El 30 de septiembre de 2013, Brady dirigió la Conferencia del Partido Conservador en Mánchester con los temas de negocios pequeños y el apoyo a políticas y la nombraron embajadora empresarial del Pequeño negocio del gobierno. El 8 de agosto de 2014, comenzó un par vitalicio en la Casa de los Lores. El 22 de septiembre de 2014 fue nombrada Baronesa Brady, de Knightsbridge en la Ciudad de Westminster. El 26 de octubre de 2015, Brady estuvo implicado en una Casa polémica de Señoras vota encima propuso cortes para gravar créditos, votando con el Gobierno a favor del plan. En febrero de 2019, el Telegraph informó que afronte cuestionando sobre su función en no-acuerdos de revelación (NDAs) relacionando a alegaciones de misbehaviour en la parte del businessman Philip Verde.

### Vida personal
En 1995, Brady se casó con el futbolista canadiense Paul Peschisolido que jugaba en el  Birmingham City por dos temporadas, En 1996, tuvieron su primer hijo, una niña, Sophia, y años después a su segundo hijo, Paolo. Brady vive en el área de Knightsbridge de Londres con su marido. También tuvieron una propiedad en el pueblo de Knowle en el Tierras Medias Occidentales.
En 2006, Brady se sometió a una resonancia magnética de cuerpo completo como parte de un examen médico, que descubrió inesperadamente un aneurisma cerebral potencialmente fatal. . Los médicos le dijeron a Brady en ese momento que tenía un 30 por ciento de posibilidades de morir a causa de la afección y que era un milagro que hubiera sobrevivido a los nacimientos de sus dos hijos . En febrero de 2006, se sometió a una neurocirugía urgente para evitar la rotura del aneurisma. Se recuperó por completo y volvió al trabajo aproximadamente un mes después. [24] [67] A pesar de las afirmaciones de que Brady es partidaria del Arsenal, [68] afirma en su sitio web oficial que su lealtad al fútbol solo ha sido con los dos clubes que ha representado. [69]
En 2006, Brady experimentó un escáner de IRM de cuerpo lleno cuando parte de una pantalla médica, el cual inesperadamente descubrió un potencialmente fatal aneurisma cerebralos doctores dijeron Brady en el tiempo que tenga un 30 por posibilidad de céntimo de morir de la condición, y que fue un milagro que sobreviviera los nacimientos de sus dos niños. En febrero de 2006, la operaron de forma urgente una neurocirugía para impedir la ruptura del aneurisma.

## Premios y reconocimientos
- En 2006  fue la mujer del Año de la revista Cosmopolitan y nombrada en la categoría de Woman Who Has Changed The World.[65]
- En 2006 cuándo atendió la comida de La Reina para Mujeres Achievers y Dirigentes Empresariales.[66]
- En 2007 fue nombrada como Empresaria Revitalizadora.[67]
- En  2008 ganó el Premio NatWest Spirit of Everywoman por servicios a mujeres empresarias.[68]
- En 2010 fue listada en la categoría empresarial de las 100 Mujeres Más Potentes de ‘El Telégrafo de domingo en Gran Bretaña' y estuvo incluida en la lista del Estándar de Anochecer de ‘las 1000 Personas Más Influyentes de Londres 2010'.[69][70]
- En diciembre de 2010 la otorgaron un doctorado honorario empresarial en la Universidad de Birmingham.[71]
- En 2011 Britain's Most Inspirational Women por el Breakthrough de Inspiración de Cáncer de mama.[72]
- En 2012 Premio al CEO del año en los Football Business Awards..[73]
- En 2013 1 de las 100 mujeres más potentes en el Reino Unido por Woman's Hour de la BBC Radio 4.[74]
- En 2014 recibió un CBE por sus servicios como emprendedora y mujer en la empresa.[75]
- Fue nombrada entre las 500 personas más influyentes e inspiradoras de Debrett en Gran Bretaña en enero de 2014.[76]
- Fue nombrada la décima entre las 50 mujeres más influyentes de The Guardian en el deporte británico, el 8 de marzo de 2014, en Día Internacional de la Mujer, el 8 de marzo de 2014.[77]
- Fue nombrada por  la cámara de  los Lores como baronesa Brady en agosto de 2014.[78]